# Partido Justicialista

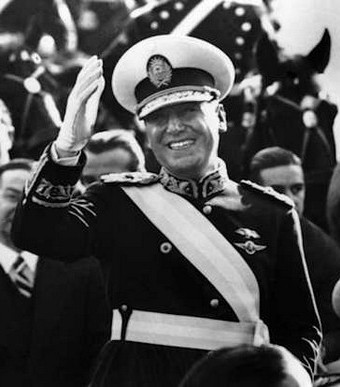
Juan Domingo Perón

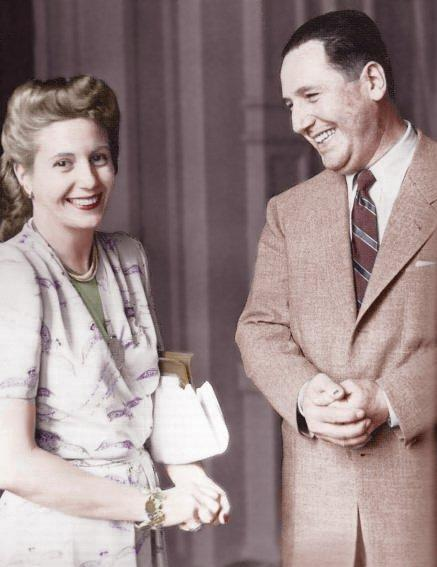
Eva e Juan Perón

O Partido Justicialista (PJ) é um partido político argentino, continuação do Partido Único da Revolução e depois do Partido Peronista. Foi fundado por Juan Domingo Perón em 1946, sendo resultado da fusão do Partido Trabalhista com a União Cívica Radical - Junta Renovadora e o Partido Independente em 1945.
Desde sua origem, a justiça social é a principal bandeira do PJ, com ele sempre mantendo-se estreitamente ligado à classe trabalhadora e aos sindicatos. Assim, conseguiu se tornar um dos partidos políticos mais populares da Argentina, junto com a União Cívica Radical e o Partido Autonomista Nacional.
O PJ chegou à presidência argentina por eleição popular em dez oportunidades: Juan Domingo Perón em 1946, 1952 e em outubro de 1973, Héctor Cámpora em maio de 1973, Carlos Menem em 1989 e em 1995, Néstor Kirchner em 2003, Cristina Kirchner em 2007 e em 2011 e Alberto Fernández em 2019. Adolfo Rodríguez Saá foi eleito pelo Congresso da Nação Argentina após a renúncia do presidente Fernando de la Rúa (filiado à União Cívica Radical, o maior rival do Partido Justicialista) em dezembro de 2001. Eduardo Duhalde também foi eleito da mesma forma após a renúncia do próprio Rodríguez Saá, ocorrida em janeiro de 2002.
Isabel Perón chegou à presidência da Argentina após a morte de seu esposo Juan Domingo Perón, ocorrida a 1º de julho de 1974. Isabelita, como era conhecida, era então a vice-presidente da Argentina.
Também no bojo da crise política, social, moral e económica de 2001/2002, o cargo de Presidente da Argentina foi desempenhado, em carácter provisório, pelo presidente da Câmara dos Deputados Eduardo Camaño e pelo presidente da Câmara de Senadores, Ramón Puerta, ambos peronistas.

## Ideologia
Desde a sua fundação, o Partido Justicialista tem sido majoritariamente peronista, se concentrando na figura de Juan Perón e sua esposa, Eva, com ideais economicamente populistas. Contudo, ao longo da história, o partido tornou-se mais abrangente e passou a contar com diferentes correntes, como o peronismo ortodoxo, a Tendência Revolucionária, o menemismo e o kirchnerismo.

### Peronismo ortodoxo
A partir do retorno de Perón em 1973 e sob a liderança de Isabel Perón, o PJ não mais se caracterizava como anti-imperialista e revolucionário, mas por um forte foco no peronismo ortodoxo e no anticomunismo.
O peronismo ortodoxo ou ortodoxia peronista é um termo que se aplicou a uma corrente economicamente ortodoxa do peronismo, nucleada em torno dos setores que reuniam seguimentos das políticas estabelecidas nos governos dos Perón, e que buscavam se opor ao peronismo revolucionário. Essa ideologia vai desde os simples centristas até o antimarxismo radical de extrema-direita.
Peronistas ortodoxos estiveram em vários conflitos com a Tendência Revolucionária (corrente oposta no movimento peronista), como, por exemplo, no chamado massacre de Ezeiza.

### Tendência Revolucionária
A Tendência Revolucionária foi um grupo de organizações peronistas de esquerda, que se opunham tanto ao peronismo ortodoxo quanto ao peronismo de direita. A Tendência Revolucionária formalizou-se como uma organização no início dos anos 1970, antes das eleições de março de 1973. Seu objetivo era trazer Juan Perón de volta à Argentina e tornar o país socialista.
A campanha da Tendencia Revolucionaria é creditada pela eleição de Oscar Bidegain como governador da província de Buenos Aires em 1973. Bidegain retribuiu proclamando anistia para alguns membros encarcerados da Tendência Revolucionária. No entanto, o companheiro de chapa de Bidegain e subsequente vice-governador Victorio Calabró não gostava da Tendência Revolucionária. Era visto como um sindicalista burocrático de direita. Um dos primeiros contratempos da Tendência Revolucionária foi a demissão de Rodolfo Galimberti por Perón em abril de 1973, após a convocação deste último para formar milícias. Quando Perón chegou à Argentina em junho de 1973, a Tendência Revolucionária sofreu uma grande cisão, pois alguns consideravam que qualquer luta armada não era mais necessária, enquanto outros insistiam em sua necessidade. Outro revés ocorreu em 20 de janeiro de 1974, quando o Exército Revolucionário do Povo atacou a guarnição Azul. Isso resultou em Perón criticando Bidegain, que renunciou após enfrentar pressão da Câmara dos Deputados. Para consternação da Tendência Revolucionária, Victorio Calabró o sucedeu como governador. Após a morte de Perón em 1974, a Tendência Revolucionária perdeu influência e sofreu uma série de divisões internas.

### Menemismo
Após a ditadura militar do Processo de Reorganização Nacional, do governo de Carlos Menem ao de Eduardo Duhalde, o partido passou da extrema-direita para a centro-direita, enquanto seu rival União Cívica Radical agia como um partido de centro-esquerda.
A aliança política conservadora e economicamente liberal entre figuras do partido ficou informalmente conhecida como peronismo federal, peronismo dissidente ou menemismo. Atualmente, seus adeptos são identificados principalmente por sua oposição ao kirchnerismo.

### Kirchnerismo
Desde 2003, o partido passa por uma revolução abrupta, com a ascensão de uma facção conhecida como Frente para a Vitória, liderada por Néstor Kirchner. As políticas e a ideologia dessa facção foram apelidadas de kirchnerismo, uma mistura de socialismo democrático, nacionalismo de esquerda e radicalismo. Kirchner foi eleito presidente da Argentina e logo se tornou uma figura popular de esquerda. O partido passou a ser populista de esquerda, enquanto a União Cívica Radical se juntou a outros partidos "antikirchneristas" de centro e centro-direita, incluindo o Proposta Republicana. Após a morte de Néstor em 2010, sua esposa, Cristina Kirchner, assumiu a liderança da Frente para a Vitória. Em 2019, a Frente para a Vitória foi sucedida pela Frente de Todos, que derrotou o então mandatário Mauricio Macri e levou Alberto Fernández a presidência, reavivando o kirchnerismo.

## Renuncia
No dia 15 de agosto de 2024 após ser denunciado pelo ministerio público  e acusado de agressões contra a ex-primeira-dama Fabiola Yañez.o Ex-Presidente da Argetina,Alberto Fernández renunciou ao cargo de presidente nacional do peronista Partido Justicialista.

## Candidatos presidenciais do PJ
- 1946: Juan Domingo Perón
- 1951: Juan Domingo Perón
- 1973: Héctor José Cámpora (março)
- 1973: Juan Domingo Perón (setembro)
- 1983: Ítalo Lúder
- 1989: Carlos Menem
- 1995: Carlos Menem
- 1999: Eduardo Duhalde
- 2003: Néstor Kirchner, Carlos Menem e Adolfo Rodríguez Saá
- 2007: Cristina Kirchner
- 2011: Cristina Kirchner, Eduardo Duhalde
- 2015: Daniel Scioli
- 2019: Alberto Fernández[23]
- 2023: Sergio Massa

## Presidências do PJ
- 1946 - 1955: Juan Domingo Perón
- 1973: Héctor José Cámpora
- 1973 - 1974: Juan Domingo Perón
- 1974 - 1976: María Estela Martínez de Perón
- 1989 - 1999: Carlos Menem
- 2002 - 2003: Eduardo Duhalde
- 2003 - 2007: Néstor Kirchner
- 2007 - 2015: Cristina Kirchner
- 2019 -  2023: Alberto Fernández

## Resultados eleitorais

### Eleições presidenciais
| Data                  | Candidato(s)          | 1ª Volta | 1ª Volta   | 1ª Volta      | 2ª Volta | 2ª Volta   | 2ª Volta      | Notas                |
| Data                  | Candidato(s)          | CI.      | Votos      | %             | CI.      | Votos      | %             | Notas                |
| --------------------- | --------------------- | -------- | ---------- | ------------- | -------- | ---------- | ------------- | -------------------- |
| 1946                  | Juan Domingo Perón    | 1.º      | 1 487 866  | 52,8 / 100,0  |          |            |               |                      |
| 1951                  | Juan Domingo Perón    | 1.º      | 4 745 168  | 62,5 / 100,0  |          |            |               |                      |
| 1958                  | Banido                | Banido   | Banido     | Banido        | Banido   | Banido     | Banido        | Banido               |
| 1963                  | Banido                | Banido   | Banido     | Banido        | Banido   | Banido     | Banido        | Banido               |
| 03/1973               | Héctor Cámpora        | 1.º      | 5 907 464  | 49,6 / 100,0  |          |            |               |                      |
| 09/1973               | Juan Domingo Perón    | 1.º      | 7 359 252  | 60,1 / 100,0  |          |            |               |                      |
| Banido de 1976 a 1983 |                       |          |            |               |          |            |               |                      |
| 1983                  | Ítalo Lúder           | 2.º      | 5 995 402  | 40,2 / 100,0  |          |            |               |                      |
| 1989                  | Carlos Menem          | 1.º      | 7 954 191  | 47,5 / 100,0  |          |            |               |                      |
| 1995                  | Carlos Menem          | 1.º      | 8 687 511  | 49,9 / 100,0  |          |            |               |                      |
| 1999                  | Eduardo Duhalde       | 2.º      | 7 255 586  | 38,3 / 100,0  |          |            |               |                      |
| 2003                  | Carlos Menem          | 1.º      | 4 741 202  | 24,5 / 100,0  |          |            |               | Desistiu da 2ª Volta |
| 2003                  | Néstor Kirchner       | 2.º      | 4 313 131  | 22,3 / 100,0  |          |            |               | Presidente Eleito    |
| 2007                  | Cristina Kirchner     | 1.º      | 8 652 293  | 45,3 / 100,0  |          |            |               |                      |
| 2007                  | Alberto Rodríguez Saá | 4.º      | 1 459 174  | 7,6 / 100,0   |          |            |               |                      |
| 2011                  | Cristina Kirchner     | 1.º      | 11 865 055 | 54,1 / 100,0  |          |            |               |                      |
| 2011                  | Alberto Rodríguez Saá | 4.º      | 1 745 354  | 8,0 / 100,0   |          |            |               |                      |
| 2011                  | Eduardo Duhalde       | 5.º      | 1 285 830  | 5,9 / 100,0   |          |            |               |                      |
| 2015                  | Daniel Scioli         | 1.º      | 9 338 449  | 37,1 / 100,0  | 2.º      | 12 317 329 | 48,7 / 100,0  |                      |
| 2015                  | Sergio Massa          | 3.º      | 5 386 965  | 21,4 / 100,0  |          |            |               |                      |
| 2015                  | Adolfo Rodríguez Saá  | 6.º      | 412 577    | 1,6 / 100,0   |          |            |               |                      |
| 2019                  | Alberto Fernández     | 1º       | 12 945 990 | 48,24 / 100,0 |          |            |               |                      |
| 2023                  | Sergio Massa          | 1.º      | 9 645 983  | 36,68 / 100,0 | 2.º      | 11 598 720 | 44,35 / 100,0 |                      |